# Tricoryne platyptera
Tricoryne platyptera là một loài thực vật có hoa trong họ Thích diệp thụ. Loài này được Rchb.f. miêu tả khoa học đầu tiên năm 1871.